# Gustav Adolf Stürmer
Gustav Adolf Stürmer (* 7. November 1817 in Berlin; † 1. März 1895 in Wiesbaden) war königlich preußischer Generalmajor und zuletzt Inspekteur der 6. Festungsinspektion.

## Herkunft
Seine Eltern waren der Maler Johann Heinrich Stürmer († 8. September 1857) und dessen Ehefrau Sophie Karolone Müller († 12. Oktober 1822).

## Leben
Er erhielt seine Schulbildung auf der Realschule in Berlin. Nach seinem Abschluss kam er am 1. April 1833 als Pionier in die Garde-Pionierabteilung. Vom 1. Oktober 1836 bis zum 30. September 1839 war er in die Vereinigte Artillerie- und Ingenieurschule abkommandiert. In dieser Zeit wurde er am 5. Oktober 1837 zum Portepeefähnrich und am 1. Oktober 1838 zum Seconde-Lieutenant befördert. Nach seiner Rückkehr wurde er am 1. November 1839 in die 1. Pionierabteilung aggregiert. Anschließend wurde er am 1. März 1840 bis zum 31. August 1840 zum Lagerbau nach Königsberg in Preußen abkommandiert. Am 30. Dezember 1841 wurde er in die 1. Ingenieurinspektion einrangiert. Am 1. April 1843 kam er zu Fortifikationsdiensten in die Festung Thorn und am 1. August 1845 als Adjutant zur 1. Festungsinspektion. Am 7. Juli 1849 zum Premier-Lieutenant befördert, kam er am 1. Oktober 1851 zu Fortifikationsdiensten in die Festung Posen, dort wurde er am 22. Juni 1852 zum Hauptmann befördert. Anschließend wurde er am 1. März 1853 zum Kommandeur des 1. Kompanie des 1. Pionierabteilung ernannt. Aber vom 1. September 1857 bis zum 30. November 1857 war er mit der Wahrnehmung der Geschäfte als Garnisonsbaudirektor des I. Armeekorps beauftragt. Am 9. Januar 1858 wurde er zum wirklichen Garnisonsbaudirektor des I. Armeekorps ernannt.  Während der Mobilisierung von 1859 wurde er am 1. Juli 1859 zum Kommandeur des mobilen 1. Feldtelegraphenabteilung in Berlin ernannt. Er muss sich dort bewährt haben, denn vom 1. August 1859 bis zum 30. September 1859 war er nach Berlin abkommandiert, um die Dienstanweisungen für die Telegraphenabteilung zu bearbeiten. Im Anschluss kehrte er am 1. Oktober 1859 als Garnisonsbaudirektor in das I. Armeekorps zurück. Von 1. August 1860 bis zum 30. September 1860 wurde wieder nach Berlin kommandiert, um dort das Befestigungsprojekt für die Weser- und Jademündung zu bearbeiten. Nach seiner Rückkehr wurde er am 5. September 1861 zum Major befördert und zeitgleich als Lehrer in die Vereinigte Artillerie- und Ingenieurschule versetzt. Vom 1. August 1864 bis zum 30. September 1864 wurde er mit der Wahrnehmung der Geschäfte als Ingenieur-Offizier vom Platz nach Posen versetzt. Anschließend war er vom 1. August 1865 bis zum 15. September 1865 zu den Belagerungsübungen nach Neiße geschickt.
Im Vorfeld des Deutschen Krieges wurde er am 2. Juni 1866 Chef der Militärtelegraphie und am 8. Juni 1866 zum Oberstleutnant befördert. Während des Feldzuges gegen Österreich befand er sich im Großen Hauptquartier. Anschließend kam er am 19. Januar 1867 als Ingenieur-Offizier vom Platz in die Festung Spandau. Am 14. Januar 1868 wurde er dann Inspekteur der 6. Festungsinspektion und am 22. März 1868 zum Oberst befördert.
Am 18. Januar 1873 wurde er mit dem Roten Adlerorden 3. Klasse mit Schleife ausgezeichnet, dazu bekam er am 22. März 1873 den Charakter als Generalmajor. Ab am 12. April 1873 wurde er mit Pension zur Disposition gestellt und auch Inspekteur der Garnisonsbauten in Elsaß-Lothringen. Er erhielt am 8. Mai 1877 auch den Kronen-Orden 2. Klasse. Er wurde am 17. März 1883 mit Datum zum 31. März 1883 von seiner Stellung entbunden und mit dem Roten Adlerorden 2. Klasse mit Eichenlaub ausgezeichnet.
Er starb am 1. März 1895 in Wiesbaden.

## Familie
Stuermer heiratete am 30. Juli 1853 in Danzig Philippine Marie Rosalie Barnick (* 28. August 1824; † 31. Dezember 1883), eine Tochter des Baurates Karl Barnick. Das Paar hatte mehrere Kinder:
- Agnes (* 18. Januar 1855)
- Anna (* 6. September 1856; † 28. Dezember 1928) ⚭ 1881 Paul Erhard von Marchtaler (* 28. Juni 1843; † 29. Februar 1884)[1]
- Elisabeth (* 12. September 1858; † 3. Mai 1865)